# Guaraní Open 2025
Die Guaraní Open 2025 im Badminton fanden vom 4. bis 8. Juni 2025 in Asunción statt.

## Sieger und Platzierte
| Disziplin    | Gold                       | Silber                          | Bronze                                                 |
| ------------ | -------------------------- | ------------------------------- | ------------------------------------------------------ |
| Herreneinzel | Dhruv Negi                 | Timothy Lock                    | Nicolas Oliva                                          |
| Herreneinzel | Dhruv Negi                 | Timothy Lock                    | Adriano Viale                                          |
| Dameneinzel  | Namie Miyahira             | Rafaela Munar                   | Francesca Carozzi de Belaunde                          |
| Dameneinzel  | Namie Miyahira             | Rafaela Munar                   | Maria Julia da Cruz Nascimento                         |
| Herrendoppel | Clarence Chau Wong Yan Kit | Joaquim Mendonça Pedro Mendonça | Marcos Lima Fhelipe Lennon Teixeira Santos             |
| Herrendoppel | Clarence Chau Wong Yan Kit | Joaquim Mendonça Pedro Mendonça | Vinicius Eberling Ribeiro Gabriel Zink                 |
| Damendoppel  | Johnna Rymes Eyota Kwan    | Fernanda Munar Rafaela Munar    | Rafaela Castañeda Quintanilla Namie Miyahira           |
| Damendoppel  | Johnna Rymes Eyota Kwan    | Fernanda Munar Rafaela Munar    | Daiane Carvalho Bezerra Maria Julia da Cruz Nascimento |
| Mixed        | Clarence Chau Eyota Kwan   | Wong Yan Kit Johnna Rymes       | Nicolas Oliva Ailen Oliva                              |
| Mixed        | Clarence Chau Eyota Kwan   | Wong Yan Kit Johnna Rymes       | Franco Motto Iona Gualdi                               |